# Quebrada de Humahuaca
Pour les articles homonymes, voir Quebrada.
La Quebrada de Humahuaca est un profond canyon d'origine à la fois tectonique et fluviale situé dans la province de Jujuy, dans le nord-ouest de l'Argentine.
La Quebrada de Humahuaca a été déclarée Patrimoine Culturel et Naturel de l'Humanité en juillet 2003 par l'UNESCO. Ceci tant pour ses splendides paysages , que pour les nombreux villages et cités qui abritent nombre de vestiges précolombiens et coloniaux, tels ceux de la culture Omaguaca conservée quasi intacte.

## Toponymie
Le nom de quebrada (littéralement "cassée") définit une très profonde vallée ou ravin, une gorge, un canyon. Il tire son nom de Humahuaca, petite ville de 11 000 habitants.

## Géographie
Le río Grande de Jujuy, sous-affluent du río Paraguay, à sec en hiver coule abondamment dans la Quebrada en été.
La quebrada appartient à la région de la Cordillère Orientale, et est orientée comme elle du  nord au sud; l'altitude est plus élevée dans le nord, ceci en accord avec le sens de la rivière. De ce fait c'est une voie d'accès naturelle depuis les plaines basses (les pampas) vers l'altiplano et notamment les hauts-plateaux boliviens. Cette fonction de voie de passage a été utilisée depuis les temps précolombiens. Actuellement, elle est empruntée par la route nationale 9 qui relie Buenos Aires avec la Bolivie.
La quebrada est une zone aride avec des paysages de grande beauté ainsi que de grandes richesses en patrimoine culturel. Ceci se manifeste dans les localités qui la jalonnent du sud au nord : Purmamarca, avec vue sur le Cerro de los Siete Colores, Maimará, Tilcara et Humahuaca. Les conditions climatiques font que l'hiver, frais et sec, est la saison idéale pour visiter la quebrada.

## Protection
La Quebrada de Humahuaca est objet d'intérêt à la fois au niveau naturel, historique et culturel. Au niveau géomorphologique elle est caractérisée par un superbe corridor naturel  suivant le cours du Rio Grande de Jujuy avec son paysage de montagnes aux formes surprenantes et aux multiples couleurs. Le climat sec y favorise une flore où dominent les cactus. 
La région témoigne de ses 10 000 ans d'histoire par ses vestiges archéologiques de l'époque précolombienne, sa remarquable tradition d'architecture vernaculaire, mais aussi ses sites architecturaux d'influence coloniale espagnole. Par lois et résolutions gouvernementales la totalité des villages de la Quebrada ont été déclarés d’intérêt national, et plus particulièrement les villages de Purmamarca et Humahuaca ont été classés sites historiques. Six chapelles et églises principales se sont vu attribuer le statut de monuments historiques. 

## Culture
La culture locale a su préserver des traditions millénaires qui exercent leur influence dans les usages, le folklore et les festivités. La Fête de la Pachamama (la Terre mère), est célébrée le 1er août de chaque année, à Purmamarca notamment. Le Carnaval du Nord en février donne lieu à des festivités réputées en Argentine, notamment celles de Humahuaca,.
La Quebrada de Humahuaca est célébrée  dans des chants tel "El Humahuaqueño" , carnavalito de Edmundo P. Zaldívar (1953) , reprise par Jaime Torres ou Roberto Carlos, et "Viva Jujuy", un bailecito chanté par le même Jaime Torres mais aussi par Mercedes Sosa. Sont évoqués les thèmes du carnaval, des cholitas et des instruments traditionnels (l'erke, le charango et le bombo), et les montagnes multicolores et qui marquent un sentiment d'appartenance et de fierté fort des habitants de cette Quebrada.

## Sites d'intérêt
- Purmamarca est renommée par le magnifique paysage de sa montagne aux sept couleurs (Cerro de los Siete Colores) dont les couches sédimentaires sont parées distinctement de couleurs variées (ocre, rouge, violet, jaune, vert, etc.) mais dont les nuances sont changeantes selon la luminosité ambiante.
- L'église Santa Rosa de Lima, construite en 1648, à la fois singulière et pittoresque, fut déclarée Monument Historique National en 1941. S'y trouvent des peintures de l'école de Cuzco et autres objets de grande valeur artistique.
- Maimará se distingue par son impressionnant paysage de collines polychromes qui portent le nom évocateur de la Paleta del Pintor (la Palette du peintre).
- Tilcara possède un beau patrimoine archéologique, et plus particulièrement les ruines d'une remarquable forteresse (pucará), dont plusieurs parties sont assez bien conservées, construite vers l'an mille par les indiens Omaguacas, de la tribu des Tilcaras.
- Uquía mérite un arrêt à sa petite église de village. Érigée en 1691 en l'honneur de la Sainte Croix, de style colonial et de chaux blanchie, elle conserve quelques tableaux réalisés au XVIIe siècle par des indiens de l’école de Cuzco.
- Humahuaca, village animé et le plus peuplé de la Quebrada avec ses 11 500 habitants, charme par ses maisons coloniales et ses étroites rues pavées. De son point le plus élevé, où est érigé le Monument à l’indépendance, le regard embrasse tout le village ceinturé de montagnes. L’église Nuestra Señora de la Candelaria y San Antonio, siège de l'évêché et cathédrale de Humahuaca, située sur la place centrale, expose d'intéressants tableaux de l’école de Cuzco. Le Musée historique régional expose des costumes traditionnels et des instruments typiques. Humahuaca, où folklore et traditions demeurent bien présents, est le lieu de naissance du musicien virtuose et célèbre flûtiste Uña Ramos. À 25 kilomètres de Humahuaca se trouve la spectaculaire chaîne de montagnes Serranía de Hornocal dont les multiples strates plissées en "V" inversé offrent une panoplie de couleurs qui ne peut que ravir l'œil du visiteur.
- Iruya, appartenant en fait à la province voisine de Salta, est un village aux maisons de pierre ou blanchies à la chaux, qui a conservé ses traditions indiennes, est entouré de deux rivières, et offre un paysage à couper le souffle. Il est cependant isolé et difficile d'accès, étant situé au bout d'un chemin de 50 km.
- La Quiaca, village de la puna du Jujuy, perché sur le haut plateau de l'altiplana, est la dernière étape avant la Bolivie, offrant en route un paysage époustouflant.
- Yavi, petit village à 15 km de La Quiaca, est remarquable par ses grottes arborant peintures rupestres et  pétroglyphes.
- La Laguna de los Pozuelos, située à 70 km au sud-ouest de La Quiaca, classée en 1990 Réserve de biosphère sous le titre de Monumento Natural Laguna de los Pozuelos (Monument naturel Lagune de los Pozuelos), est un lac salé et endoréique, à 3 600 m d'altitude, où l'on a répertorié 44 espèces d'oiseaux aquatiques dont trois espèces de flamants[6].

## Galerie

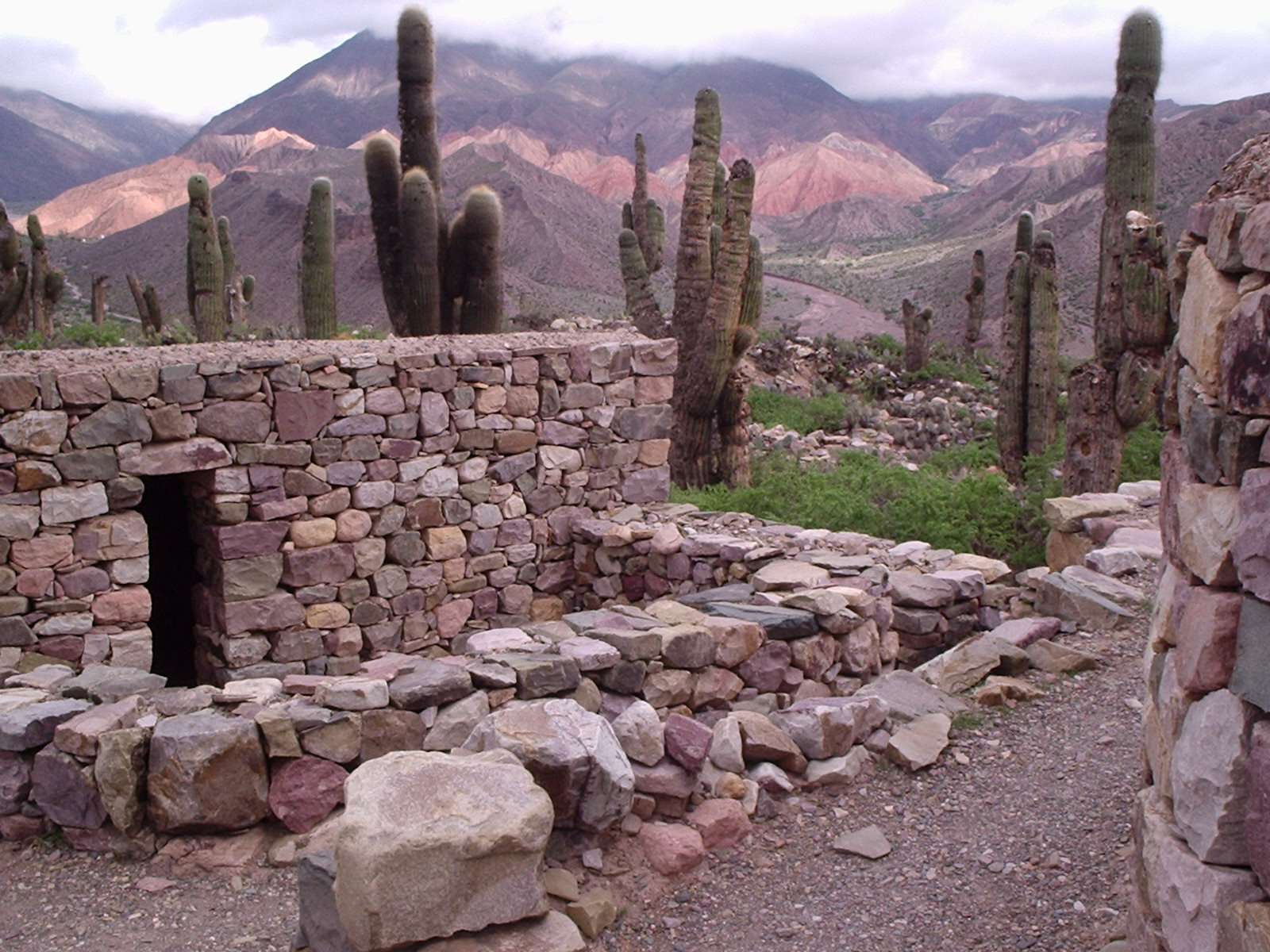
Pucará de Tilcara
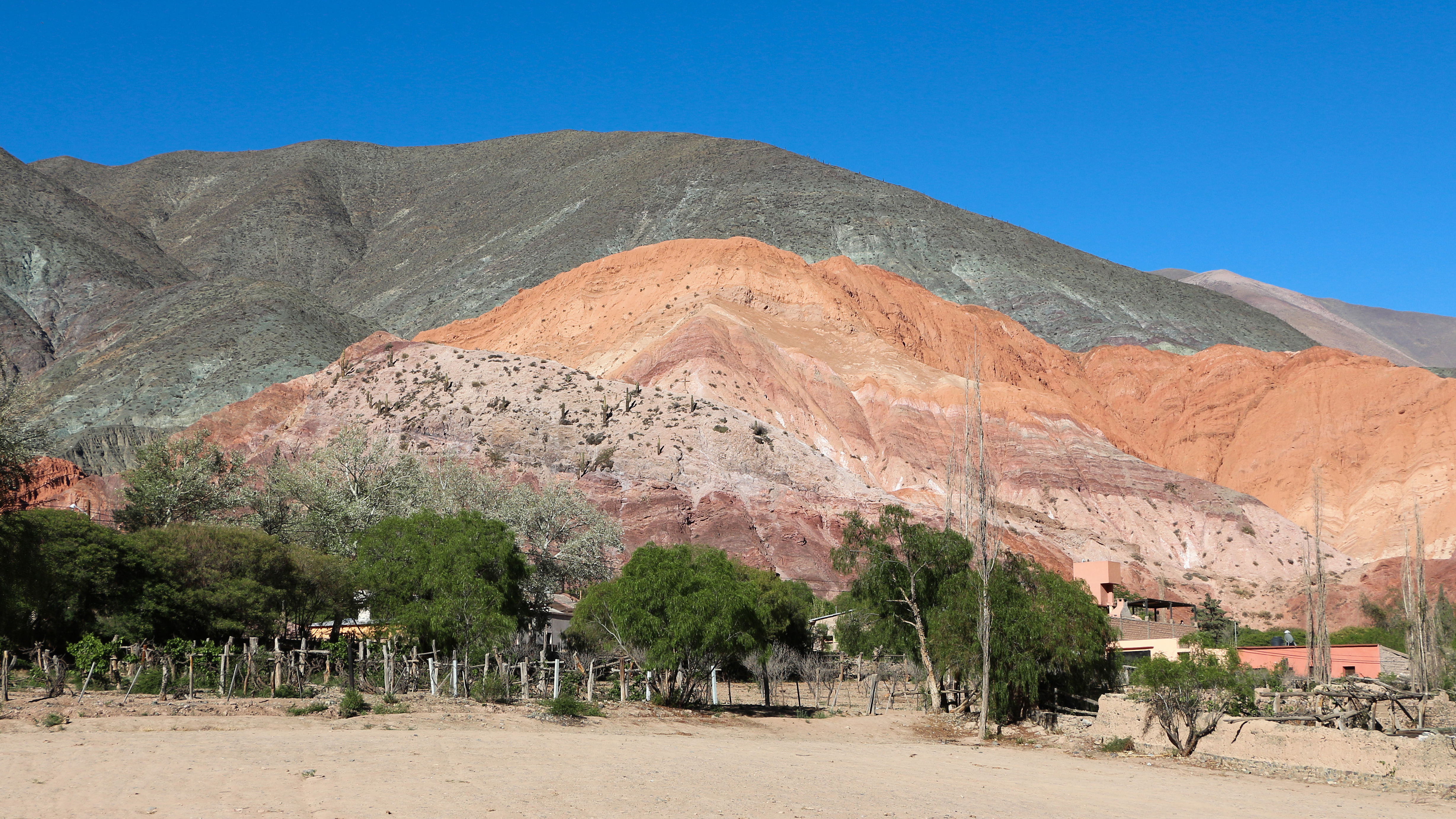
Purmamarca et le Cerro de los Siete Colores
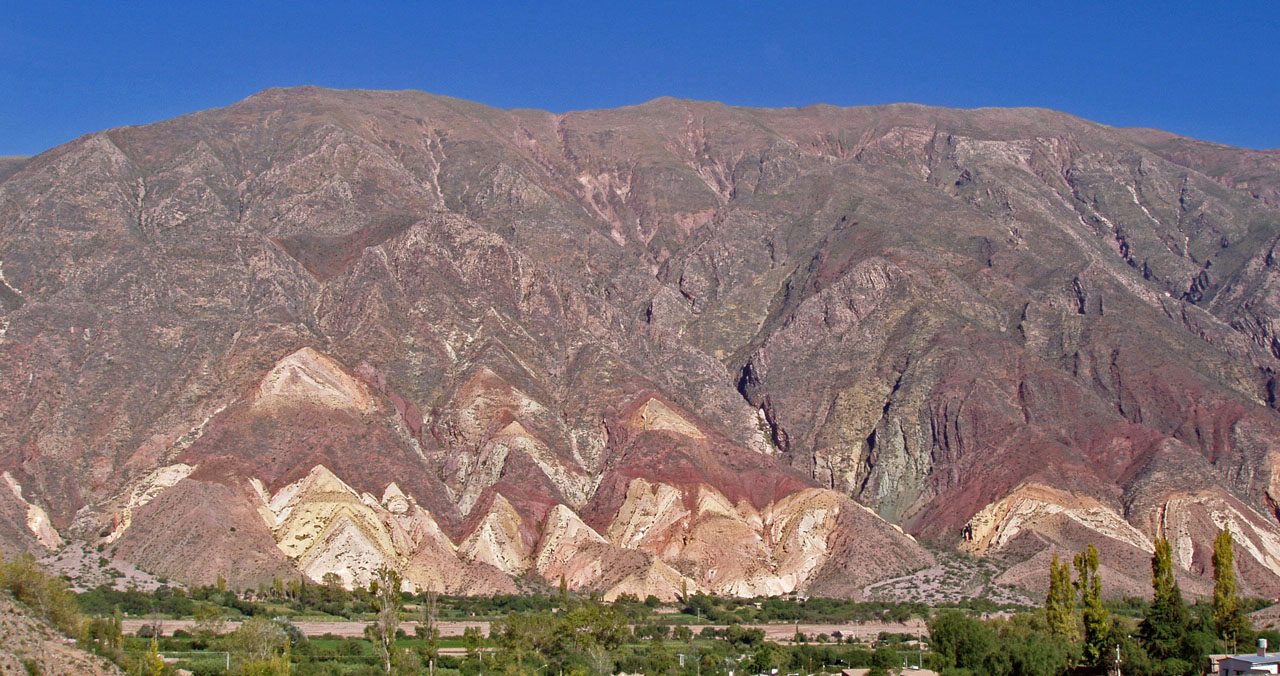
Maimará, village au pied de la Quebrada
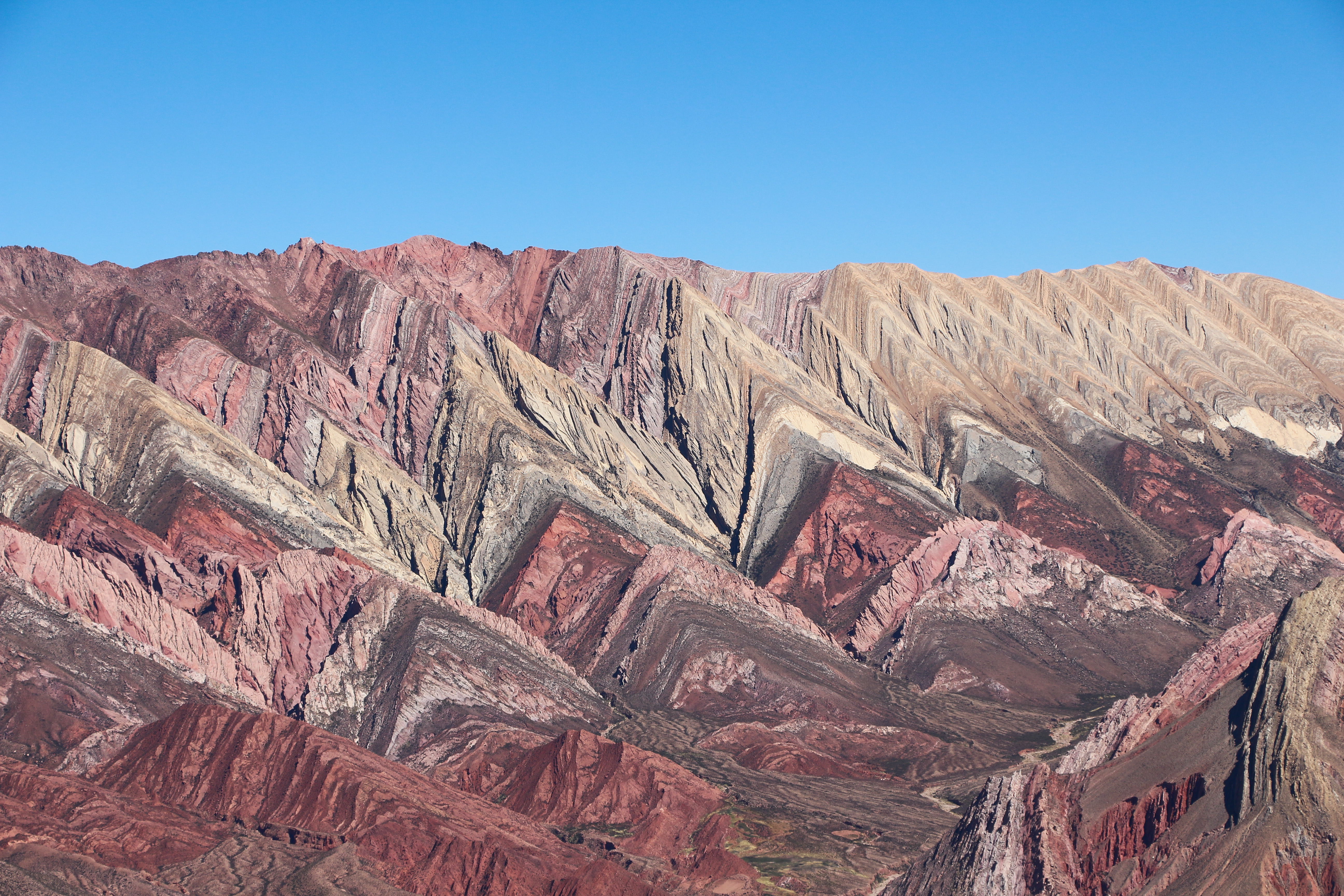
Serranía de Hornocal
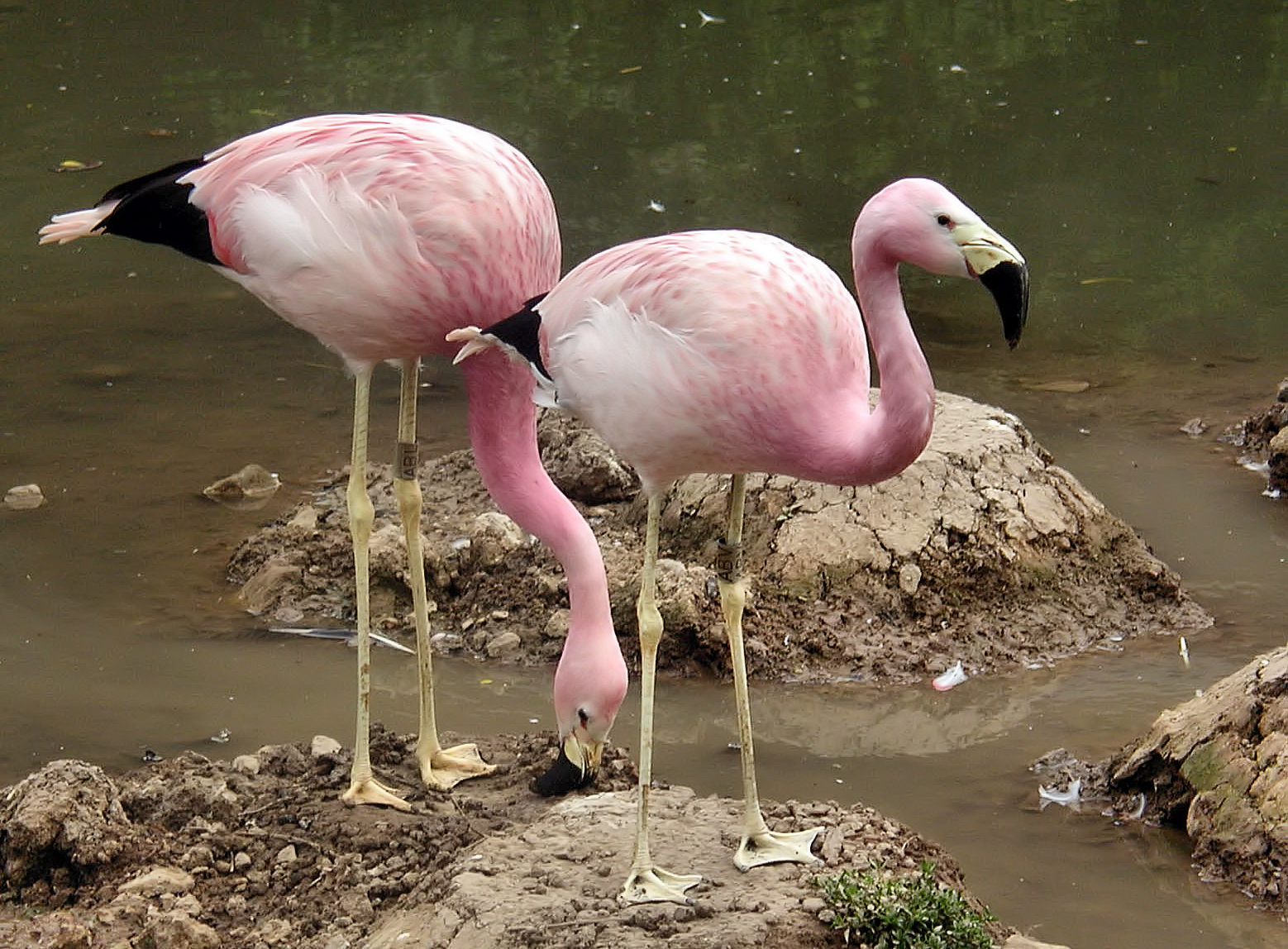
Flamants des Andes (Phoenicoparrus andinus)